# TV Primorka
TV Primorka je bila slovenska TV postaja. Sedež je imela v Šempetru pri Gorici.
Leta 2013 je pridobila pravico oddajanja v digitalnem omrežju televizije.
V decembru leta 2000 je TV Primorka dokončala dokumentarec Log pod Mangartom - Dolina usode!? Dokumentarec je bil najprej mišljen, kot opis narave, ki je obdajala mangartski potok. To vidimo v prvi polovici, v drugi pa opisuje razdejanje, ki ga je povzročil Zemeljski plaz Stože pod Mangartom v vasi Log pod Mangartom novembra leta 2000.